# Dr.DMAT
《Dr.DMAT～瓦礫下的醫師～》（日語：Dr.DMAT～瓦礫の下のヒポクラテス～）是由高野洋原作，菊地昭夫作畫的日本漫畫作品。講述「災害派遣醫療團隊」（DMAT）在醫療器具不足的惡劣災難壞境現場下以救命優先進行現場緊急醫療的故事。
於集英社漫畫雜誌《Super Jump》2011年1号（2010年12月）開始連載，至2011年21、22合併号（2011年11月最終号）期間連載，後移至新創刊的增刊號雜誌《Grand Jump PREMIUM》第1号（2011年12月）至第21号（2013年8月）期間連載，後移至《Grand Jump》本刊2013年24号至2015年15号期間連載，後移至本雜誌電子版繼續連載，於2016年2月17日完結。

## 出版書籍
| 集數 | 集英社         | 集英社                 | 長鴻出版社     | 長鴻出版社           |
| 集數 | 發售日期       | ISBN                   | 發售日期       | EAN                  |
| ---- | -------------- | ---------------------- | -------------- | -------------------- |
| 1    | 2011年6月3日   | ISBN 978-4-08-859887-1 | 2012年11月15日 | EAN 471-5409-85461-6 |
| 2    | 2011年12月19日 | ISBN 978-4-08-858782-0 | 2013年1月17日  | EAN 471-5409-85536-1 |
| 3    | 2012年6月19日  | ISBN 978-4-08-858790-5 | 2013年6月26日  | EAN 471-5409-85888-1 |
| 4    | 2012年11月19日 | ISBN 978-4-08-858797-4 | 2013年7月11日  | EAN 471-5409-85906-2 |
| 5    | 2013年5月17日  | ISBN 978-4-08-858802-5 | 2014年2月25日  | EAN 471-5409-86356-4 |
| 6    | 2013年12月19日 | ISBN 978-4-08-858805-6 | 2014年3月20日  | EAN 471-5409-86443-1 |
| 7    | 2014年6月19日  | ISBN 978-4-08-858809-4 | 2014年10月29日 | EAN 471-5409-86771-5 |
| 8    | 2014年11月19日 | ISBN 978-4-08-858811-7 | 2018年8月29日  | EAN 471-3006-54165-6 |
| 9    | 2015年5月19日  | ISBN 978-4-08-858813-1 | 2019年7月3日   | EAN 471-3006-54212-7 |
| 10   | 2015年10月19日 | ISBN 978-4-08-858815-5 |                |                      |
| 11   | 2016年4月19日  | ISBN 978-4-08-858817-9 |                |                      |

## 電視劇
《Dr.DMAT》（日語：Dr.DMAT～瓦礫の下のヒポクラテス～），是TBS電視台於2014年1月9日至3月20日於週四連續劇9時段播出的日本電視劇，主演為大倉忠義。

### 角色

#### 有栖川綜合醫院
- 八雲 響 - 大倉忠義
內科醫生，DMAT隊員。
- 吉岡 凜 - 加藤愛
護士，DMAT隊員，八雲響的青梅竹馬。
- 長谷川 久美子 - 麻生祐未
護理長，DMAT隊員，推薦八雲響進入DMAT。
- 小曾根 達也 - 佐藤二朗
外科醫生，DMAT隊員。
- 伊勢崎 勝一 - 國村隼
有栖川綜合醫院院長。
- 伊勢崎 紅美 - 市川實日子
腦外科醫生，勝一的女兒。對沒有外科才能的響總是擺高姿態，一副瞧不起人的態度。
- 村上和司 - 星田英利（日语：星田英利）
外科醫生，比八雲響年紀大的同期。
- 花田大吉朗 - 松尾谕
事務員，DMAT隊員。
- 水野幸子 - 瀧澤沙織
護士，DMAT隊員。

#### 東京消防局
- 櫻庭 周作 - 石黑賢
第一小隊長。
- 小松 健二 - 高木雄也 (Hey! Say! JUMP)
第一小隊隊員。

#### 八雲家
- 八雲 春子 - 瀧本美織
八雲響的妹妹。
- 八雲 雷藏 - 肥田木通弘（日语：左とん平）
八雲響的祖父，八雲診療所。

### 製作人員
- 原作 - 高野洋、菊地昭夫
- 脚本 - 穴吹一朗、吉澤智子
- 音楽 - 末廣健一郎
- 演出 - 倉貫健二郎、松田礼人、堀英樹、福田亮介
- 主題歌 - 關西傑尼斯8「聲音」（TEICHIKU ENTERTAINMENT）
- 演出補 - 福田亮介、吉村剛弘
- 医療・消防担当 - 吉村剛弘
- 特殊化妝、造型 - 松井祐一
- 医療美術 - 井口浩
- 技斗 - 大道寺俊典
- 技術協力 - 東通
- CG - Malin Post
- 火焰特效 - 太平特殊効果
- DMAT監修 - 佐々木勝
- 医療監修 - 冨田泰彦
- 医療協力 - 東京DMAT、都立広尾病院
- DMAT指導 - 都立広尾病院東京DMAT
- 医療指導 - 池添祐大、前田達浩
- DMAT Logistics監修責任者 - 高橋滋之
- 消防協力 - 東京消防廳
- 消防指導 - 東京消防庁企画調整部広報課報道係、消防救助機動部隊、東京消防庁装備部航空隊
- 企画 - 石丸彰彦
- 製作人 - 加藤章一（DREAMAX）
- 副製作人 - 森嶋正也、吉村剛弘、大高さえ子
- 製作著作 - DREAMAX、TBS

### 播放日程
| 話数   | 標題 | 播放日期 | 脚本               | 演出       | 收視率 |
| ------ | ---- | -------- | ------------------ | ---------- | ------ |
| 第1話  |      | 1月9日   | 穴吹一朗、吉澤智子 | 倉貫健二郎 | 7.9%   |
| 第2話  |      | 1月16日  | 穴吹一朗、吉澤智子 | 松田礼人   | 7.2%   |
| 第3話  |      | 1月23日  | 吉澤智子           | 倉貫健二郎 | 7.0%   |
| 第4話  |      | 1月30日  | 吉澤智子、穴吹一朗 | 松田礼人   | 8.4%   |
| 第5話  |      | 2月6日   | 吉澤智子、穴吹一朗 | 堀英樹     | 5.0%   |
| 第6話  |      | 2月13日  | 吉澤智子           | 倉貫健二郎 | 5.3%   |
| 第7話  |      | 2月20日  | 吉澤智子           | 松田礼人   | 5.4%   |
| 第8話  |      | 2月27日  | 吉澤智子、穴吹一朗 | 福田亮介   | 7.3%   |
| 第9話  |      | 3月6日   | 吉澤智子           | 倉貫健二郎 | 6.2%   |
| 第10話 |      | 3月13日  | 吉澤智子、穴吹一朗 | 松田礼人   | 8.2%   |
| 第終話 |      | 3月20日  | 吉澤智子、穴吹一朗 | 倉貫健二郎 | 7.3%   |

## 外部連結
- TBS官方網站（页面存档备份，存于）（日語）